# NXT UK TakeOver: Blackpool
NXT UK TakeOver: Blackpool – gala wrestlingu wyprodukowana przez federację WWE dla zawodników z brandu NXT UK. Odbyła się 12 stycznia 2019 w Empress Ballroom w Blackpool w Anglii. Emisja była przeprowadzana ekskluzywnie na żywo za pośrednictwem WWE Network. Była to pierwsza gala w chronologii cyklu NXT UK TakeOver.
Podczas gali odbyło się osiem walk, w tym trzy nagrane dla oddzielnego odcinka NXT UK. W walce wieczoru, Pete Dunne pokonał Joego Coffeya i obronił WWE United Kingdom Championship, co było jego ostatnią udaną obroną tytułu podczas 685 dniowego panowania. Po walce, Walter zadebiutował i zaatakował Coffeya, po czym zmierzył się z Dunne’em. W innych ważnych walkach, Toni Storm pokonując Rheę Ripley i zdobyła NXT UK Women’s Championship, Zack Gibson i James Drake zostali inauguracyjnymi mistrzami NXT UK Tag Team pokonując w finale turnieju Moustache Mountain (Trenta Sevena i Tylera Bate’a) oraz Finn Bálor, który niespodziewanie pojawił się na miejscu kontuzjowanego Travisa Banksa pokonał Jordana Devlina.

## Produkcja
NXT UK TakeOver: Blackpool oferowało walki profesjonalnego wrestlingu z udziałem różnych wrestlerów należących do brandu NXT UK spośród istniejących oskryptowanych rywalizacji i storyline’ów. Kreowane są podczas cotygodniowych gal NXT UK. Wrestlerzy są przedstawieni jako heele (negatywni, źli zawodnicy i najczęściej wrogowie publiki) i face’owie (pozytywni, dobrzy i najczęściej ulubieńcy publiki), którzy rywalizują pomiędzy sobą w seriach walk mających budować napięcie. Kulminacją rywalizacji jest walka wrestlerska lub ich seria.

### Rywalizacje
Po wygraniu Mae Young Classic 2018, Toni Storm zadeklarowała w swoim promo, że może walczyć o dowolne mistrzostwo. Następnie stwierdziła, że chce zmierzyć się z NXT UK Women’s Champion Rheą Ripley. Generalny menadżer NXT UK Johnny Saint przyznał jej walkę, a później ujawniono, że Toni Storm zmierzy się z Rheą Ripley o tytuł na TakeOver: Blackpool.
2 stycznia 2019 podczas gali NXT UK, Moustache Mountain pokonał Gallus (Mark Coffey i Wolfgang) i awansował do finału turnieju o NXT UK Tag Team Championship. Drużyna Zacka Gibsona i Jamesa Drake’a pokonała Flasha Morgana Webstera i Marka Andrewsa i awansowała do finału 9 stycznia 2019 r. podczas NXT UK. Oficjalnie ogłoszono, że Moustache Mountain zmierzy się z Gibsonem i Drakiem w walce o zostanie inauguracyjnymi mistrzami NXT UK Tag Team na TakeOver: Blackpool.
28 listopada na NXT UK, Joe Coffey, Mark Coffey i Wolfgang zaatakowali Moustache Mountain (Tyler Bate i Trent Seven) po tym, jak walka pomiędzy Joem i Batem zakończył się no contestem. Pete Dunne następnie zaatakował Joego i później okazało się, że Dunne będzie bronił WWE UK Championship przeciwko Joemu. Na odcinku NXT UK z 2 stycznia 2019, odbyło się podpisanie kontraktu między nimi, a ich walka o mistrzostwo został oficjalnie ogłoszona na TakeOver: Blackpool.
W dniu 2 stycznia 2019 podczas NXT UK, Dave Mastiff i Eddie Dennis walczyli do no contestu. Inni officials NXT UK i Sid Scala, asystent dyrektora generalnego Johnny’ego Sainta, nie zdołali ich rozdzielić. To spowodowało, że General Manager Johnny Saint ogłosił, że na TakeOver: Blackpool, Dave Mastiff i Eddie Dennis zmierzą się ze sobą w No Disqualification matchu.
W dniu 9 stycznia 2019 roku na NXT UK, zapowiedziano walkę pomiędzy Travisem Banksem i Jordanem Devlinem na TakeOver: Blackpool.

## Wyniki walk
| Nr                                                                                        | Wyniki                                                                                | Stypulacje                                      | Czas  |
| ----------------------------------------------------------------------------------------- | ------------------------------------------------------------------------------------- | ----------------------------------------------- | ----- |
| 1UK                                                                                       | Ligero defeated Saxona Huxleya                                                        | Singles match                                   | 5:20  |
| 2UK                                                                                       | Marcel Barthel i Fabian Aichner pokonali Marka Andrewsa i Flasha Morgana Webstera     | Tag Team match                                  | 9:38  |
| 3UK                                                                                       | Jinny pokonała Islę Dawnę                                                             | Singles match                                   | 6:42  |
| 4                                                                                         | Zack Gibson i James Drake pokonali Moustache Mountain (Trenta Sevena i Tylera Bate’a) | Finał turnieju o NXT UK Tag Team Championship   | 23:45 |
| 5                                                                                         | Finn Bálor pokonał Jordana Devlina                                                    | Singles match                                   | 11:45 |
| 6                                                                                         | Dave Mastiff pokonał Eddiego Dennisa                                                  | No Disqualification match                       | 10:50 |
| 7                                                                                         | Toni Storm pokonała Rheę Ripley (c)                                                   | Singles match o NXT UK Women’s Championship     | 14:50 |
| 8                                                                                         | Pete Dunne (c) pokonał Joego Coffeya poprzez submission                               | Singles match o WWE United Kingdom Championship | 34:15 |
| (c) – mistrz/mistrzyni przed walkąUK – walka była nagrywana do oddzielnego odcinka NXT UK |                                                                                       |                                                 |       |

Uwagi
1. ↑  Bálor zastąpił Travisa Banksa z powodu że Banks doznał kontuzji przed walką.

### Turniej o NXT UK Tag Team Championship
|  |                                                                           |                                                                           |                                                                           |                           |     |                                                   |                                                   |                                                   |
|  | Półfinały NXT UK 24 i 25 listopada 2018 (wyemitowano 2 i 9 stycznia 2019) | Półfinały NXT UK 24 i 25 listopada 2018 (wyemitowano 2 i 9 stycznia 2019) | Półfinały NXT UK 24 i 25 listopada 2018 (wyemitowano 2 i 9 stycznia 2019) |                           |     | Finał NXT UK TakeOver: Blackpool 12 stycznia 2019 | Finał NXT UK TakeOver: Blackpool 12 stycznia 2019 | Finał NXT UK TakeOver: Blackpool 12 stycznia 2019 |
|  | Półfinały NXT UK 24 i 25 listopada 2018 (wyemitowano 2 i 9 stycznia 2019) | Półfinały NXT UK 24 i 25 listopada 2018 (wyemitowano 2 i 9 stycznia 2019) | Półfinały NXT UK 24 i 25 listopada 2018 (wyemitowano 2 i 9 stycznia 2019) |                           |     | Finał NXT UK TakeOver: Blackpool 12 stycznia 2019 | Finał NXT UK TakeOver: Blackpool 12 stycznia 2019 | Finał NXT UK TakeOver: Blackpool 12 stycznia 2019 |
|  |                                                                           |                                                                           |                                                                           |                           |     |                                                   |                                                   |                                                   |
|  |                                                                           |                                                                           |                                                                           |                           |     |                                                   |                                                   |                                                   |
|  | Moustache Mountain (Trent Seven i Tyler Bate)                             | Moustache Mountain (Trent Seven i Tyler Bate)                             | Pin                                                                       |                           |     |                                                   |                                                   |                                                   |
|  | Moustache Mountain (Trent Seven i Tyler Bate)                             | Moustache Mountain (Trent Seven i Tyler Bate)                             | Pin                                                                       |                           |     |                                                   |                                                   |                                                   |
|  | Gallus (Mark Coffey i Wolfgang)                                           | Gallus (Mark Coffey i Wolfgang)                                           | 14:39                                                                     |                           |     |                                                   |                                                   |                                                   |
|  | Gallus (Mark Coffey i Wolfgang)                                           | Gallus (Mark Coffey i Wolfgang)                                           | 14:39                                                                     |                           |     | Moustache Mountain                                | Moustache Mountain                                | 23:45                                             |
|  |                                                                           |                                                                           |                                                                           |                           |     | Moustache Mountain                                | Moustache Mountain                                | 23:45                                             |
|  |                                                                           |                                                                           | James Drake i Zack Gibson                                                 | James Drake i Zack Gibson | Pin |                                                   |                                                   |                                                   |
|  | James Drake i Zack Gibson                                                 | James Drake i Zack Gibson                                                 | James Drake i Zack Gibson                                                 | James Drake i Zack Gibson | Pin | Pin                                               |                                                   |                                                   |
|  | James Drake i Zack Gibson                                                 | James Drake i Zack Gibson                                                 |                                                                           |                           |     |                                                   |                                                   |                                                   |
|  | Flash Morgan Webster i Mark Andrews                                       | Flash Morgan Webster i Mark Andrews                                       | 9:19                                                                      |                           |     |                                                   |                                                   |                                                   |
|  | Flash Morgan Webster i Mark Andrews                                       | Flash Morgan Webster i Mark Andrews                                       | 9:19                                                                      |                           |     |                                                   |                                                   |                                                   |
|  |                                                                           |                                                                           |                                                                           |                           |     |                                                   |                                                   |                                                   |